# قتل‌عام آدانا
قتل‌عام آدانا، قتل‌عامی بود که در سال ۱۴ آوریل ۱۹۰۹ میلادی به مدت ده روز علیه ساکنین ارمنی شهر آدانا توسط کودتاچیان و واحدهای نظامی سلطان عبدالحمید دوم انجام گرفت. در طی این قتل‌عام ۳۰٬۰۰۰ ارمنی و ۱۳۰۰ آشوری به قتل رسیدند.
ترکان جوان که کمیته‌ای به نام کمیته اتحاد و ترقی تشکیل داده بودند و علیه سلطان عبدالحمید دوم مبارزه می‌کردند سرانجام در ۱۹۰۸ میلادی طی کودتایی سلطان را به پذیرش مشروطیت و تشکیل مجلس ملی واداشتند و خود راس زمام امور را در دست گرفتند.
یک سال بعد (۱۹۰۹ میلادی) سلطان دست به ضد کودتایی زد و مدتی نیز موفق شد تا بر اوضاع مسلط شود اما بار دیگر تُرک‌های جوان زمام امور را دست گرفتند و این بار سلطان عبدالحمید برای همیشه از سلطنت خلع شد. زمانی که ارمنیان می‌پنداشتند با برکناری سلطان عبدالحمید همه بدبختی‌ها و دوران ترس و وحشت به پایان رسیده ناگهان یک بار دیگر در ۱۹۰۹ میلادی سیمای خشونت بر آنان ظاهر شد.
این کشتار بازتاب گسترده‌ای در اروپا داشت و لطمه شدیدی به حیثیت سلطان وارد آورد و القابی مانند سلطان سرخ، هیولای ایلدیز و … به او داده شد؛ سیاست‌مداران و روشنفکران اروپا نیز کشتار ارمنیان عثمانی را به شدت محکوم کردند.

## استبداد عبدالحمید

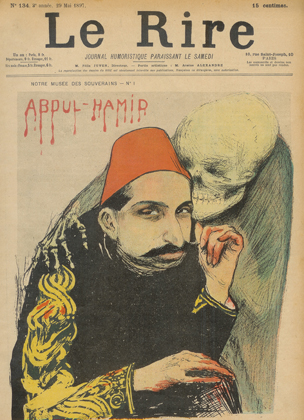
تصویر کشیده شده از عبدالحمید دوم بر روی جلد مجله لی رایر تحت عنوان «سلطان سرخ» به علت کشتار حمیدیه. ۲۹ می ۱۸۹۷

سلطان سرخ لقبی است که عبدالحمید دوم سلطان عثمانی با سازمان دهی کشتارهای جمعی ارمنیان تبعهٔ امپراتوری در سال‌های ۱۸۹۴–۱۸۹۶م از آن خود کرده‌است. هدف از این کشتارها سرکوبی جنبش ملی ارمنیان و حذف مسئله ارمنی بود.
پس از جنگ روسیه و عثمانی (۱۸۷۷-۱۸۷۸) مسئلهٔ ارمنستان و اتباع ارمنی امپراتوری از مرزهای عثمانی فراتر رفت، توجه کشورهای اروپایی را جلب کرد و وسیلهٔ اعمال فشارهای اقتصادی و سیاسی بر دولت عثمانی شد. سلطان عبدالحمید با آگاهی از اهداف دول اروپایی و تضادهای درونی آن‌ها روز به روز بر اعمال فشار بر جوامع ارمنی افزود و با قدرت بخشیدن به نیروهای نامنظم خود، موسوم به حمیدیه، به کشتارهای فراگیری در مناطق ارمنی‌نشین عثمانی دست زد.

عبدالحمید که مدت سی و سه سال در عثمانی و متصرفاتش حکومت مطلق داشت، طبق تعریف نویسنده تاریخ جهان: 
«در تمام این مدت زندگی وی حکم زندگی جانوری متوحش را داشت که کورکورانه و با سبعیت تمام پنجه در پنجه قوائی افکنده بود که قدرت فهم آن‌ها را نداشت.»
سلطان عثمانی، بزرگترین مخالف و دشمن پیشرفت و اخذ تمدن جدید بود.
ویلیام اسپنسر تحقیقی که پیرامون ششصد سال حکمفرمائی عثمانیان کرده‌است، می‌نویسد: 
«در تمام مدتی که نهضت رنسانس و انقلاب صنعتی طرزفکر و زندگی مردم اروپا را دگرگون می‌ساخت، ترکهای آناطولی تحت فرمانروائی امپراتوری عثمانی، درجا می‌زدند و طبعاً روز به روز به عقب می‌رفتند…»
وی یک دستگاه جاسوسی برقرار کرده و برسر هر جاسوسی، جاسوس دیگری گماشته بود. به هیچ‌کس کوچکترین اطمینانی نداشت. هر لقمه غذا بایستی اول توسط سه نفر چشیده می‌شد و سپس سلطان آن را می‌خورد. سازمان جاسوسی سلطان که چهل هزار عضو داشت، با انقلاب نیمه مخفی و اعطای مشروطیت دوم در دوران سلطنت او در سال ۱۹۰۸م منحل شد.
افکار توسعه طلبانه عبدالحمید دوم، سبب شد که او به فکر ایجاد (دنیای اسلام) تحت عنوان اتحاد اسلام و پان‌اسلامیسم بیفتد او تصور می‌کرد که با توسل به دین اسلام و گذاردن نام (خلیفه مسلمین) بر روی خود موفق خواهد شد، با ملی‌گرایی کشورهای تحت سیطره خود مبارزه کند.
او چنین می‌پنداشت که با خلیفه مسلمان شدن نه تنها از متلاشی شدن امپراتوری خود جلوگیری کند بلکه سایر کشورهای مسلمان از جمله ایران و سایر مناطق عرب‌نشین را که تا آن روز مستعمره عثمانی نبودند نیز تحت استیلای خود درمی‌آورد. سلطان علاوه بر خلیفه مسلمین بودن خود را نماینده حضرت مسیح نیز می‌دانست و می‌خواست بر همه عیسویان جهان هم حکومت و ریاست کند.
وقتی سلطان در این راه، خود را با شکست مواجه دید، دستور داد تا علیه مسیحیان کشور عثمانی مبارزه آغاز شود. تُرکها غیر مسلمانان را (گله و رمه) می‌خواندند که با دادن مالیات رضایت سلاطین و دستگاه حاکمه را جلب می‌کردند.

## زمینه قتل‌عام

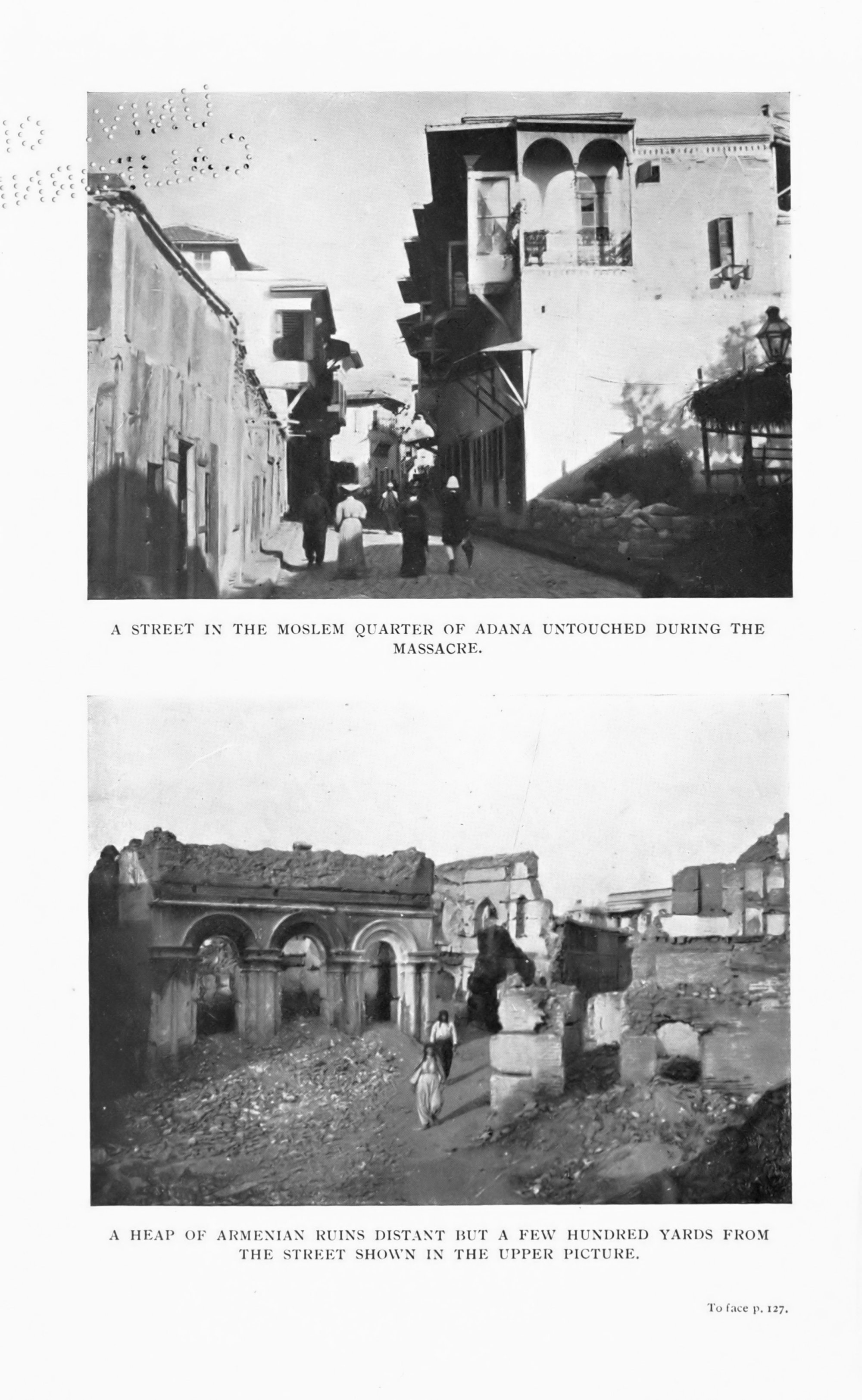
عکس بالا:خیابانی با ساکنان اقلیت مسلمان در طی قتل‌عام آسیب ندیده‌است. عکس پایین:خیابانی با ساکنان اکثریت ارمنی در طی قتل‌عام به کلی نابود شده‌است.

در ماه ژوئیه ۱۹۰۸م اعضاء ترکان جوان به کمک ارتش تُرک مقدونیه رژیم عبدالحمید را سرنگون کردند، اعضاء حزب فدراسیون انقلابی ارمنی در کنارشان بودند و حمایت فعالانه‌ای از آنان کردند، به‌طوری‌که حزب اتحاد و ترقی علناً به اهمیت آن کمک‌ها معترف شدند. در آوریل ۱۹۰۹م سلطان عبدالحمید کوشید تا به کمک عناصر مرتجع دست به یک کودتای ضدانقلابی بزند، لیکن ترکان جوان با پشتیبانی ارتش تُرک مقدونیه دوباره پایتخت را تصرف کردند.
زمانی که ارمنیان می‌پنداشتند با برکناری سلطان عبدالحمید همه بدبختی‌ها و دوران ترس و وحشت به پایان رسید، لیکن این خوش‌بینی دوام زیادی نداشت. به جای اصلاحات، آنچه پیش‌آمد «انقلاب متقابل» سال ۱۹۰۹م و در پی آن قتل‌عام در آدانا بود. در سی و یکم مارس (طبق تقویم غربی سیزدهم آوریل)، برخی واحدهای نظامی در استانبول ضد حکومت جدید دست به شورش زدند.
دانشجویان مدرسه اسلامی، یا سوختگان، دسته‌ای مذهبی که گرد روزنامه محافظه کار مذهبی وُلکان دور هم جمع شده بودند، رهبری ایدئولوژیک این شورش را برعهده داشت. این حوادث بیشتر یک کودتای نظامی خودجوش و بی برنامه یا هرگونه امید به پیروزی بود که مخالفین سیاسی علیه ترکان جوان تدارک دیدند.
انقلاب متقابل ده روز ادامه داشت، و افسرانی که ارتقاء درجه یافته بودند غالباً بی سواد بودند و در برابر تغییر و مدرنیزاسیون مقاومت می‌کردند، از آن حمایت نمودند. خلاء قدرتی که در نتیجه این شورش ایجاد شده بود در نهایت پس از سرکوب شورشیان توسط ارتش عمل، که به سرعت در سالونیک سنگر قدرت اتحادگرایان نظم گرفت و از آنجا به استانبول آمد، پایان گرفت.
قتل‌عام آدانا در پی تحولات استانبول آغاز شد، و نتیجه عوامل ملی و منطقه‌ای بود. وقتی در تاریخ سی و یکم مارس اخبار مبنی بر وقوع یک انقلاب متقابل در استانبول به آدانا رسید، شایعاتی پخش شد که ترکان جوان از قدرت به زیر کشیده شده‌است. مسلمانان منطقه که مخالف رسالت مدرن کردن انقلاب ۱۹۰۸ بودند، به ارمنیان به چشم آشوبگران و آورندگان افکارنو و استقلال طلب می‌نگریستند حمله‌ور شدند.
همچنین عامل مهم اقتصادی نیز در این رویداد دخیل بود. ارمنیان منطقه غنی‌ترین و موفق‌ترین طبقه ساکنین منطقه بودند. در آدانا ارمنی‌ها به سطوح بسیار بالایی از رفاه دست یافته بودند. در همه زمینه‌ها آن‌ها از تُرک‌ها پیش افتاده بودند. موفقیت و ثروت ارمنی‌ها در منطقه به معنای تغییر در وضعیت اجتماعی آنان در رابطه با مسلمانان حسود و خشمگین بود. تصادفی نیست که خشونت‌ها در آدانا نه تنها ارمنی‌ها بلکه تکنولوژی‌های نوین آنها، تراکتورها و دیگر ابزارهای ماشینی را نیز هدف قرار داده بود.
وزیر خارجه، استفان پیچون، در نامه‌ای به تاریخ هفدهم می ۱۹۰۹، خطاب به مجلس فرانسه خاطرنشان می‌سازد که واحدهای نظامی عثمانی اعزام شده از دمشق و بیروت به منظور ایجاد نظم نیز در این کشتارها مشارکت داشتند. در نامه‌ای که یک سرباز تُرک در تاریخ بیستم می ۱۹۰۹ به خانواده اش نوشته بود و به دست کنسول آلمان افتاد، آمده‌است:
«ما سی هزار سگ کافر را کشتیم و رودخانه‌ای از خون در خیابان‌های آدانا جاری شد.»
دکتر ناظم که بعدها عضو کمیته مرکزی حزب اتحاد و ترقی شد، پس از رخ دادهای آدانا اظهار داشت:
«امپراتوری عثمانی فقط باید تُرک باشد. وجود شهروندان خارجی ابزاری است برای مداخله اروپایی‌ها. امپراتوری را باید به زور اسلحه کاملاً تُرک کنیم.»
این موضع ملی‌گرا در آینده‌ای نزدیک به تفکر غالب در ترکان جوان تبدیل شد.

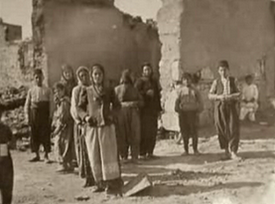
ساکنین ارمنی آدانا پس از قتل عام
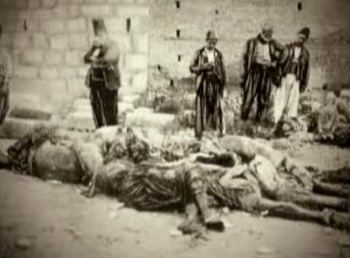
اجساد ارمنی
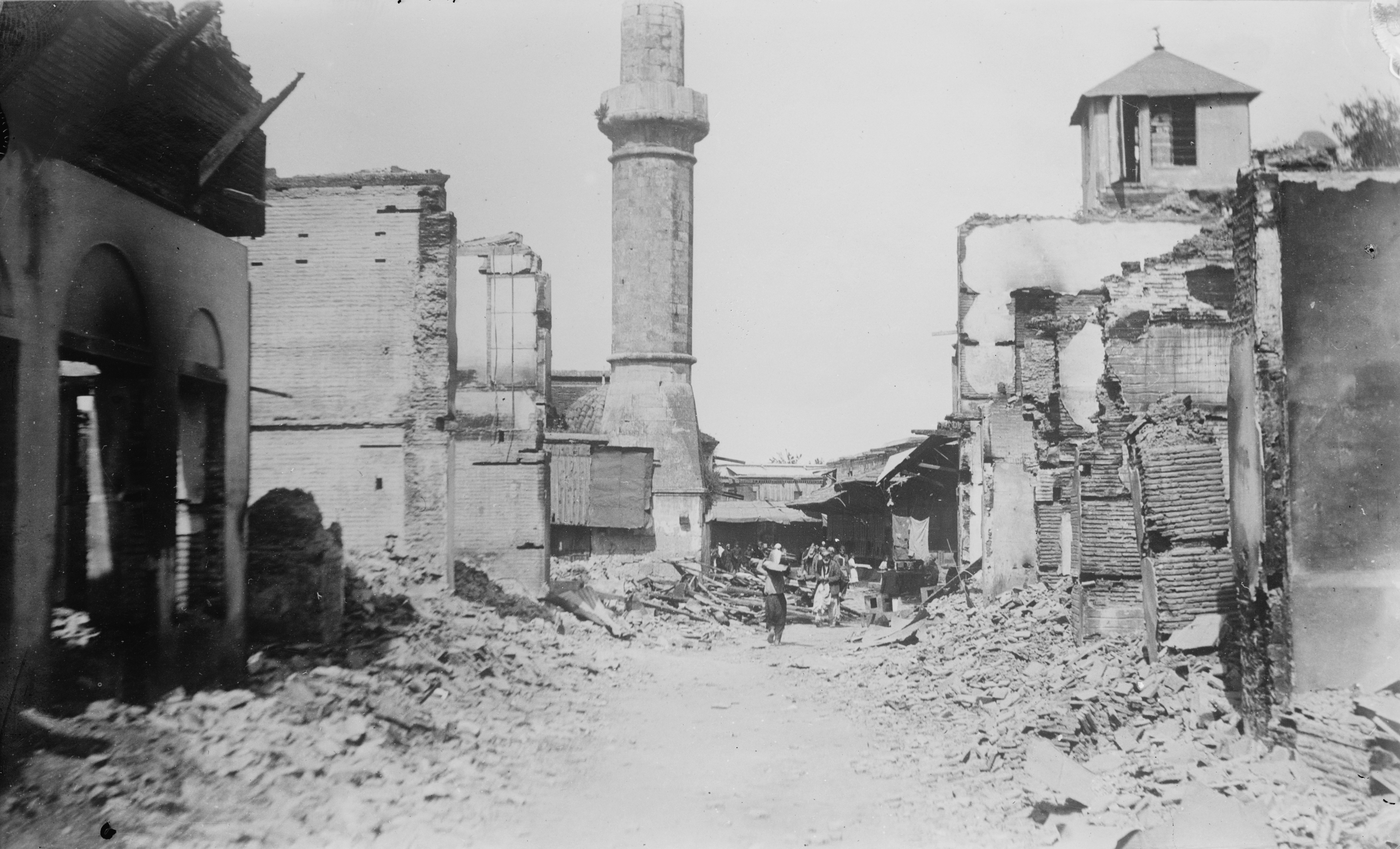
وضعیت شهر ارمنی آدانا پس از غارت و نابودی شهر، در درازای قتل عام